# Synagogue du Mans
La synagogue du Mans est une synagogue située dans la ville française du Mans dans le département de la Sarthe en région Pays de la Loire.

## Histoire
Une communauté juive existait déjà au Moyen Âge, les juifs y avaient leur propre marché, leur école et leur hôpital. Ils furent expulsés en 1289 en même temps que tous les autres Juifs du Maine et d'Anjou.
Bien qu'une centaine de familles juives vivent dans le département, la question du maintien de la synagogue se pose au début des années 2020.